# John Caglione junior
John Paul Caglione junior (* 1958) ist ein US-amerikanischer Maskenbildner und Oscarpreisträger.

## Leben
Mit 16 Jahren traf Caglione Dick Smith, den in seinen Augen größten Maskenbildner aller Zeiten. Während der High School arbeitete er als Zahntechniker in einem Labor in Albany. In dieser Zeit erlernte er bereits einige Make-up-Techniken von Smith. Nach seinem Schulabschluss 1976 empfahl in Smith an die Make-up-Abteilung von NBC. Während einer sechsjährigen Tätigkeit als Maskenbildner arbeitete Caglione an Seifenopern, Nachrichten und anderen Fernsehshows. Ab 1980 fasste er schließlich auch im Filmgeschäft Fuß. 1982 entwarf er für Woody Allens Film Zelig die speziellen Make-ups und erhielt dafür seine erste Nominierung für einen BAFTA Award. Als Grundstein seiner Karriere sieht Caglione den Film Dick Tracy, für den er 1991 seinen ersten Oscar in Empfang nehmen durfte. Es war zudem auch seine erste Zusammenarbeit mit Al Pacino, der weitere folgen sollten.

## Filmografie
- 1980–1994 Saturday Night Live (Fernsehserie)
- 1981: Am Anfang war das Feuer (La guerre du feu)
- 1981: Freitag der 13. – Jason kehrt zurück (Friday the 13th Part 2)
- 1982: Basket Case – Der unheimliche Zwilling (Basket Case)
- 1983: Amityville III
- 1983: Zelig (Basket Case)
- 1984: Birdy
- 1984: C.H.U.D. – Panik in Manhattan (C.H.U.D.)
- 1984: Cotton Club
- 1985: Im Jahr des Drachen (Year of the Dragon)
- 1986: Blutmond (Manhunter)
- 1987: Mein teuflischer Liebhaber (My Demon Lover)
- 1988: Der Blob (The Blob)
- 1988: Liberace: Behind the Music (Fernsehfilm)
- 1988: Poltergeist III – Die dunkle Seite des Bösen (Poltergeist III)
- 1990: Dick Tracy
- 1991: Der große Blonde mit dem schwarzen Fuß (True Identity)
- 1991: For the Boys – Tage des Ruhms, Tage der Liebe (For the Boys)
- 1992: Chaplin
- 1992: Wie ein Licht in dunkler Nacht (Shining Through)
- 1995: Heat
- 1996: Al Pacino’s Looking for Richard (Dokumentation)
- 1997: Amistad – Das Sklavenschiff (Amistad)
- 1997: Donnie Brasco
- 1998: Jackpot – Krach in Atlantic City (Sour Grapes)
- 1998: Witness to the Mob (Fernsehfilm)
- 1998: Zero Effect
- 1999: Corruptor – Im Zeichen der Korruption (The Corruptor)
- 1999: Hurricane
- 1999: Insider
- 1999: Jenseits der Träume (In Dreamsr)
- 2000: American Tragedy (Fernsehfilm)
- 2000: Blair Witch 2
- 2000: Frequency
- 2002: Im inneren Kreis (People I Know)
- 2002: Insomnia – Schlaflos (Insomnia)
- 2002: Sweet Home Alabama – Liebe auf Umwegen (Sweet Home Alabama)
- 2002: Untreu (Unfaithful)
- 2003: Der Einsatz (The Recruit)
- 2003: Engel in Amerika (Angels in America, Miniserie)
- 2003: Liebe mit Risiko – Gigli (Gigli)
- 2003: Mona Lisas Lächeln (Mona Lisa Smile)
- 2004: Die Sopranos (The Sopranos, Fernsehserie)
- 2005: Hide and Seek – Du kannst dich nicht verstecken (Hide and Seek)
- 2005: I Stay
- 2006: Departed – Unter Feinden (The Departed)
- 2006: Die Super-Ex (My Super Ex-Girlfriend)
- 2007: American Gangster
- 2007: Todeszug nach Yuma (3:10 to Yuma)
- 2008: The Dark Knight
- 2009: State of Play – Stand der Dinge (State of Play)
- 2009: I Tenderness – Auf der Spur des Killers (I Tenderness)
- 2010: Auftrag Rache (Edge of Darkness)
- 2010: Ein Leben für den Tod (You Don't Know Jack, Fernsehfilm)
- 2010: Salt
- 2011: Aushilfsgangster (Tower Heist)
- 2011: Die Schlümpfe (The Smurfs)
- 2012: On the Road – Unterwegs (On the Road)
- 2013: Broken City
- 2013: Der Fall Phil Spector (Phil Spector, Fernsehfilm)
- 2013: Paranoia – Riskantes Spiel (Paranoia)

## Auszeichnungen
- 1984: BAFTA Award: Nominierung in der Kategorie Bestes Make-up für Zelig
- 1990: Primetime Emmy Award: Nominierung in der Kategorie Bestes Make-up in einer Serie für Raumschiff Enterprise: Das nächste Jahrhundert
- 1991: Academy of Science Fiction, Fantasy & Horror Films: Auszeichnung in der Kategorie Bestes Make-up für Dick Tracy
- 1991: BAFTA Award: Auszeichnung in der Kategorie Bestes Make-up für Dick Tracy
- 1991: Oscar: Auszeichnung in der Kategorie Bestes Make-up und Beste Frisuren für Dick Tracy
- 1993: BAFTA Award: Nominierung in der Kategorie Bestes Make-up für Chaplin
- 1994: Primetime Emmy Award: Nominierung in der Kategorie Bestes Make-up in einer Serie für Saturday Night Live
- 2004: Primetime Emmy Award: Auszeichnung in der Kategorie Bestes Make-up in einer Miniserie, Film oder Special für Engel in Amerika
- 2009: Academy of Science Fiction, Fantasy & Horror Films: Nominierung in der Kategorie Bestes Make-up für The Dark Knight
- 2009: Oscar: Nominierung in der Kategorie Bestes Make-up und Beste Frisuren für The Dark Knight
- 2010: Primetime Emmy Award: Nominierung in der Kategorie Bestes Make-up in einer Miniserie oder Film für Ein Leben für den Tod
- 2013: Primetime Emmy Award: Nominierung in der Kategorie Bestes Make-up in einer Miniserie oder Film für Der Fall Phil Spector